# Chalton (entreprise)
Pour les articles homonymes, voir Chalton.
Chalton, une filiale de conditionnement à Tianjin de la société Chalkis, près de Pékin. 
Chalton est présente en Afrique. 
En 2005, elle possédait déjà quatorze usines au Xinjiang, dans la province du Gansu et en Mongolie Intérieure, « capables de traiter 50 000 tonnes de tomates fraîches par jour et de transformer deux millions de tonnes en concentré de tomates ».